# 칼렌드산
칼렌드산(영어: calendic acid)은 불포화 지방산이며, 카렌둘라 오피시날리스(Calendula officinalis)의 이름을 따서 명명되었다. 칼렌드산은 공액리놀레산과 화학적으로 유사하다. 실험실에서의 연구는 칼렌드산이 생체 외에서 유사한 생체활성을 가질 수 있다는 것을 시사한다.

## 생합성
칼렌드산은 오메가-6 지방산이지만, 일반적으로 목록에 표시되지는 않는다. 카렌둘라 오피시날리스(Calendula officinalis)에서 칼렌드산은 메틸 말단으로부터 9번째 탄소에 위치한 시스 이중 결합을 트랜스, 트랜스-공액 이중 결합으로 전환시키는 특이적인 Δ12-올레산 불포화효소에 의해 리놀레산으로부터 합성된다.
|  |

## 효과
칼렌드산은 옥수수기름을 사용한 사례들의 비교 실험에 의해 입증된 바와 같이, 카렌둘라 오일을 사료에 첨가했을 때 쥐에서 사료 섭취 감소 및 사료 이용 개선과 관련된 지방산이다.

## 같이 보기
- 불포화 지방산
- 오메가-6 지방산